# Tour No Es Lo Mismo
El Tour No Es Lo Mismo fue una gira de conciertos realizada por el cantante español Alejandro Sanz para promociónar su disco del mismo nombre: No es lo mismo. La gira lo llevó por Latinoamérica, Estados Unidos y España. El tour comenzó en Panamá para luego terminar en Sevilla España.

## Lista de canciones
1. 12 por 8[4]
2. Eso
3. Quisiera Ser
4. Cuando Nadie Me Ve
5. La Habana
6. Hoy Llueve, Hoy Duele
7. La Fuerza Del Corazón
8. Regálame la Silla dónde te Esperé
9. He sido Feliz Contigo
10. Try To Save Your Song
11. Yo sé Que la Gente Piensa
12. Lo Ves?
13. El alma al Aire
14. Y sólo se me ocurre amarte
15. Aprendiz
16. Corazón Partío
17. Medley: Y si fuera ella?, Amiga Mía, Mi Soledad y Yo
18. No Es lo Mismo

## Fechas del Tour
| Fecha                    | Ciudad                     | País        | Lugar                                       |
| ------------------------ | -------------------------- | ----------- | ------------------------------------------- |
| Latinoamérica I          |                            |             |                                             |
| 10 de febrero de 2004    | Ciudad de Panamá           | Panamá      | Figali Convention Centre                    |
| 12 de febrero de 2004    | San Salvador               | El Salvador | Estadio Nacional Jorge "El Mágico" González |
| 14 de febrero de 2004    | Ciudad de Guatemala        | Guatemala   | Estadio Mateo Flores                        |
| 17 de febrero de 2004    | Caracas                    | Venezuela   | Estadio Universitario UCV                   |
| 19 de febrero de 2004    | Quito                      | Ecuador     | Coliseo General Rumiñahui                   |
| 21 de febrero de 2004    | Bogotá                     | Colombia    | Estadio Nemesio Camacho El Campín           |
| 24 de febrero de 2004    | San José                   | Costa Rica  | Estadio Ricardo Saprissa                    |
| 26 de febrero de 2004    | Monterrey                  | México      | Auditorio Coca Cola                         |
| 27 de febrero de 2004    | Monterrey                  | México      | Auditorio Coca Cola                         |
| 3 de marzo de 2004       | Ciudad de México           | México      | Auditorio Nacional                          |
| 4 de marzo de 2004       | Ciudad de México           | México      | Auditorio Nacional                          |
| 6 de marzo de 2004       | Ciudad de México           | México      | Auditorio Nacional                          |
| 7 de marzo de 2004       | Ciudad de México           | México      | Auditorio Nacional                          |
| 10 de marzo de 2004      | Ciudad de México           | México      | Auditorio Nacional                          |
| 11 de marzo de 2004      | Ciudad de México           | México      | Auditorio Nacional                          |
| 13 de marzo de 2004      | Ciudad de México           | México      | Auditorio Nacional                          |
| 14 de marzo de 2004      | Ciudad de México           | México      | Auditorio Nacional                          |
| 17 de marzo de 2004      | Guadalajara                | México      | Estadio Tres de Marzo                       |
| 19 de marzo de 2004      | Ciudad de México           | México      | Auditorio Nacional                          |
| 20 de marzo de 2004      | Ciudad de México           | México      | Auditorio Nacional                          |
| 23 de marzo de 2004      | Sao Paulo                  | Brasil      | Credicard Hall                              |
| 25 de marzo de 2004      | Río de Janeiro             | Brasil      | Citibank Hall                               |
| 27 de marzo de 2004      | Buenos Aires               | Argentina   | Estadio Vélez                               |
| 31 de marzo de 2004      | Santiago                   | Chile       | Estadio Nacional                            |
| 2 de abril de 2004       | Lima                       | Perú        | Estadio Monumental                          |
| 22 de abril de 2004      | San Juan                   | Puerto Rico | Coliseo de Puerto Rico                      |
| Norteamérica I           |                            |             |                                             |
| 24 de abril de 2004      | Miami                      | EUA         | American Airlines Arena                     |
| 28 de abril de 2004      | Washington                 | EUA         | DAR Constitution Hall                       |
| 30 de abril de 2004      | Boston                     | EUA         | Orpheum Theatre                             |
| 1 de mayo de 2004        | Nueva York                 | EUA         | The Theatre at Madison Square Garden        |
| 4 de mayo de 2004        | Chicago                    | EUA         | Rosemont Theatre                            |
| 7 de mayo de 2004        | Dallas                     | EUA         | Verizon Theatre at Grand Prairie            |
| 9 de mayo de 2004        | Houston                    | EUA         | Reliant Arena                               |
| 12 de mayo de 2004       | Hidalgo                    | EUA         | Dodge Arena                                 |
| 13 de mayo de 2004       | Laredo                     | EUA         | Laredo Enterteinment Centre                 |
| 15 de mayo de 2004       | El Paso                    | EUA         | El Paso County Coliseum                     |
| 16 de mayo de 2004       | Tucson                     | EUA         | Anselmo Valencia Tori Amphitheater          |
| 18 de mayo de 2004       | Las Vegas                  | EUA         | House of Blues                              |
| 20 de mayo de 2004       | San Diego                  | EUA         | Cox Arena                                   |
| 22 de mayo de 2004       | Anaheim                    | EUA         | Arrowhead Pond of Anaheim                   |
| 23 de mayo de 2004       | San José                   | EUA         | HP Pavilion at San Jose                     |
| Latinoamérica II         |                            |             |                                             |
| 26 de mayo de 2004       | Acapulco                   | México      | Acafest 2004                                |
| 29 de mayo de 2004       | Ciudad de México           | México      | Zócalo de México                            |
| Europa I                 |                            |             |                                             |
| 6 de junio de 2004       | Lisboa                     | Portugal    | Bela Vista Park Rock In Rio Lisboa 2004     |
| 10 de junio de 2004      | Las Palmas de Gran Canaria | España      | Institución Ferial de Canarias              |
| 12 de junio de 2004      | Tenerife                   | España      | Recinto ferial                              |
| 30 de julio de 2004      | La Coruña                  | España      | Coliseo La Coruña                           |
| 1 de agosto de 2004      | Cambados                   | España      | Estadio de fútbol A Merced                  |
| 3 de agosto de 2004      | Logroño                    | España      | Plaza de toros de Logroño                   |
| 5 de agosto de 2004      | Palma de Mallorca          | España      | Estadio Lluís Sitjar                        |
| 7 de agosto de 2004      | Elche                      | España      | Estadio Manuel Martínez Valero              |
| 10 de agosto de 2004     | Roquetas de Mar            | España      | Estadio Municipal Antonio Peroles           |
| 12 de agosto de 2004     | Málaga                     | España      | Estadio La Rosaleda                         |
| 14 de agosto de 2004     | Cádiz                      | España      | Estadio Ramón de Carranza                   |
| 17 de agosto de 2004     | Tortosa                    | España      | Estadio Municipal de Tortosa                |
| 19 de agosto de 2004     | Salamanca                  | España      | Plaza de toros de Salamanca                 |
| 21 de agosto de 2004     | Albacete                   | España      | Plaza de Toros de Albacete                  |
| 24 de agosto de 2004     | Mérida                     | España      | Estadio Municipal Mérida                    |
| 26 de agosto de 2004     | Villarreal                 | España      | Campos federativos                          |
| 31 de agosto de 2004     | Oviedo                     | España      | Complejo Deportivo Municipal San Lázaro     |
| 2 de septiembre de 2004  | Bilbao                     | España      | Plaza de toros de Vista Alegre              |
| 4 de septiembre de 2004  | Valencia                   | España      | Circuito Cheste                             |
| 7 de septiembre de 2004  | Barcelona                  | España      | Palau Sant Jordi                            |
| 9 de septiembre de 2004  | Barcelona                  | España      | Palau Sant Jordi                            |
| 11 de septiembre de 2004 | Zaragoza                   | España      | Pabellón Príncipe Felipe                    |
| 14 de septiembre de 2004 | Madrid                     | España      | Plaza de toros de La Ventas                 |
| 16 de septiembre de 2004 | Madrid                     | España      | Plaza de toros de La Ventas                 |
| 19 de septiembre de 2004 | León                       | España      | Plaza de toros de León                      |
| 21 de septiembre de 2004 | Granada                    | España      | Palacio Municipal de Deportes de Granada    |
| 23 de septiembre de 2004 | Murcia                     | España      | Plaza de toros de Murcia                    |
| 25 de septiembre de 2004 | Sevilla                    | España      | Estadio Olímpico                            |

### Box office score data (Billboard)
| Recinto            | Ciudad           | Tickets vendidos / Disponibles | Recaudación |
| ------------------ | ---------------- | ------------------------------ | ----------- |
| Auditorio Nacional | Ciudad de México | 88,442 / 96,830 (91%)          | $2,933,187  |
|                    | Total            | 88,442 / 96,830 (91%)          | $2,933,187  |

## Banda
- Albert Menéndez — Teclados y Director musical
- Jeffery Suttles — Batería
- Luis Dulzaides — Percusión
- Agustín Gereñu — Bajo
- José Antonio Rodríguez — Guitarra española
- Michael Ciro y David Palau — Guitarras
- Alfonso Pérez — Piano y voces
- Patxi Urchegui — Trompeta
- Carlos Martín — Trombón
- Jon Robles — Saxofón
- Ester González / Txell Sust — Coros
- Javier López — Programaciones